# Dig a Pony
Dig a Pony är en låt skriven av Lennon–McCartney, som spelades in av The Beatles 1969 och gavs ut 1970 på albumet Let It Be.

## Låten och inspelningen
Denna låt blev den första som the Beatles spelade in under det märkliga fiasko som filmen Let It Be artade sig till. Paul McCartney hade föreslagit att man skulle kunna spela in en konsertfilm för att gjuta nytt liv i gruppen. Man samlades i Twickenham Studios med ett filmteam där man började filma samtidigt som man planlöst jammade. Det hela sprack när McCartney förmanat George Harrison en gång för mycket varvid denne gick hem. En vecka senare försökte man på nytt och inledde med denna låt som man arbetade med under fem dagar (22, 24, 28, 30 januari, 5 februari 1969). 30 januari 1969 framförde man låten live på taket till Apples byggnad under ungefär en halvtimmes konsert i den kalla blåsten. Man gjorde därefter någon efterputsning 5 februari men försökte i övrigt hålla fast vid konceptet om att låtarna skulle presenteras ”ärligt” utan pålägg och alltför mycket micklande i studion. Låten var en ganska lättviktig historia skriven av John Lennon, åter med en ganska öppen text. 
på LP:n Let It Be som utgavs i England och USA 8 respektive 18 maj 1970.